# Nariz

Nariz

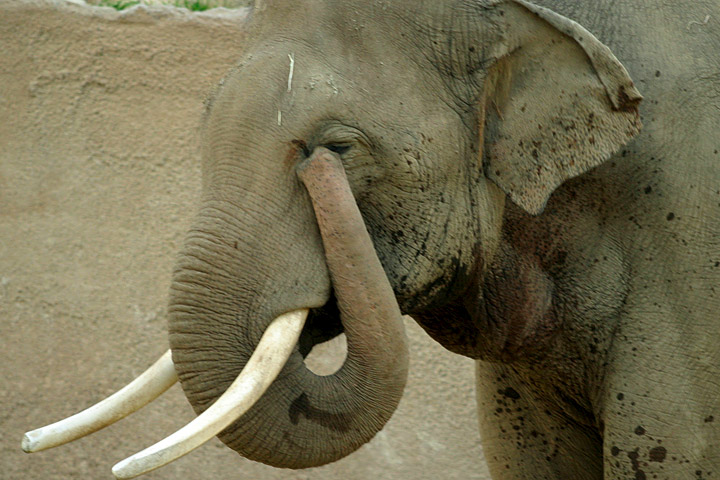
Os elefantes possuem nariz móvel

Nariz é a parte externa do sistema respiratório dos humanos e de alguns animais, é o órgão do olfato e a principal via de passagem do fluxo de ar para dentro e para fora dos pulmões. O nariz também adiciona ressonância à voz humana.
O nariz é constituído pelas fossas nasais e pela pirâmide nasal. A pirâmide nasal é a estrutura visível que forma proeminência na face. É constituída essencialmente por lâminas cartilagíneas. Sua parte superior é formada por osso e a parte inferior, por cartilagem. As fossas nasais compreendem o espaço situado entre a faringe e as narinas; são divididas em duas partes pelo septo nasal, que se estende das narinas até a parte posterior da garganta. Os ossos que compõem o nariz são: o frontal, os nasais e os maxilares. 
Ossos chamados cornetos nasais projetam-se para o interior da cavidade nasal, formando uma série de pregas que aumentam a superfície através da qual passa o ar. Os cornetos são em número de 3 em cada lado (corneto superior, médio e inferior) e têm a função de transformar o fluxo aéreo turbilhonar, fazendo com que o ar se choque várias vezes com os cornetos, que são preenchidos com sangue, aquecendo desta forma o ar a ser inspirado.
Uma membrana mucosa com muitos vasos sangüíneos reveste a cavidade nasal e, com sua superfície aumentada e os diversos vasos sangüíneos ali existentes permitem ao nariz aquecer e umedecer rapidamente o ar que entra.
Dentro do nariz existem pequenos fios, semelhante a cílios, que são cobertos por um líquido pegajoso, o muco. As partículas de poeira e microrganismos do ar grudam nesse muco e com o movimento dos cílios são varridos para fora do corpo ou para a garganta, e se forem engolidos serão digeridos pelas enzimas produzidas ao longo do tubo digestivo. Esta ação ajuda a limpar o ar antes dele atingir os pulmões. O espirro limpa automaticamente as vias nasais em resposta à irritação, da mesma maneira que a tosse limpa os pulmões.
Existem pequenas células receptoras do olfato localizadas na parte superior da cavidade nasal com nervos olfatórios que se estendem diretamente até o interior do cérebro.
As narinas podem ficar congestionadas por causa do acúmulo de mucosa causado por vírus e bactérias responsáveis pelo resfriado, gripe, rinite alérgica e sinusite. Podendo também ter a passagem de ar limitada por causa da poluição, por isso, para evitar que as narinas fiquem entupidas é necessário fazer uma lavagem nasal diariamente, pelo menos uma vez ao dia. Ao fazer uma correta higienização estará prevenindo doenças e evitando que as narinas fiquem congestionadas.

## Navegação
Uma pesquisa da Universidade da Califórnia, em Berkeley, mostrou que os seres humanos, assim como os pombos-correio, têm um nariz adaptado para a navegação, porque os nossos cérebros estão programados para converter cheiros em informação espacial.